# L'Autre Devoir
Pour plus de détails, voir Fiche technique et Distribution.
L'Autre Devoir est un film muet français réalisé par Léonce Perret et sorti en 1915.

## Fiche technique
- Réalisation : Léonce Perret
- Chef-opérateur : Georges Specht
- Société de production : Société des Établissements L. Gaumont
- Pays de production : France
- Format : Muet - Noir et blanc
- Date de sortie :
  - France : décembre 1915

## Distribution
- Léonce Perret : Léonce
- Claude Mérelle
- Alice Tissot
- Musidora